# Clemens Kaufung

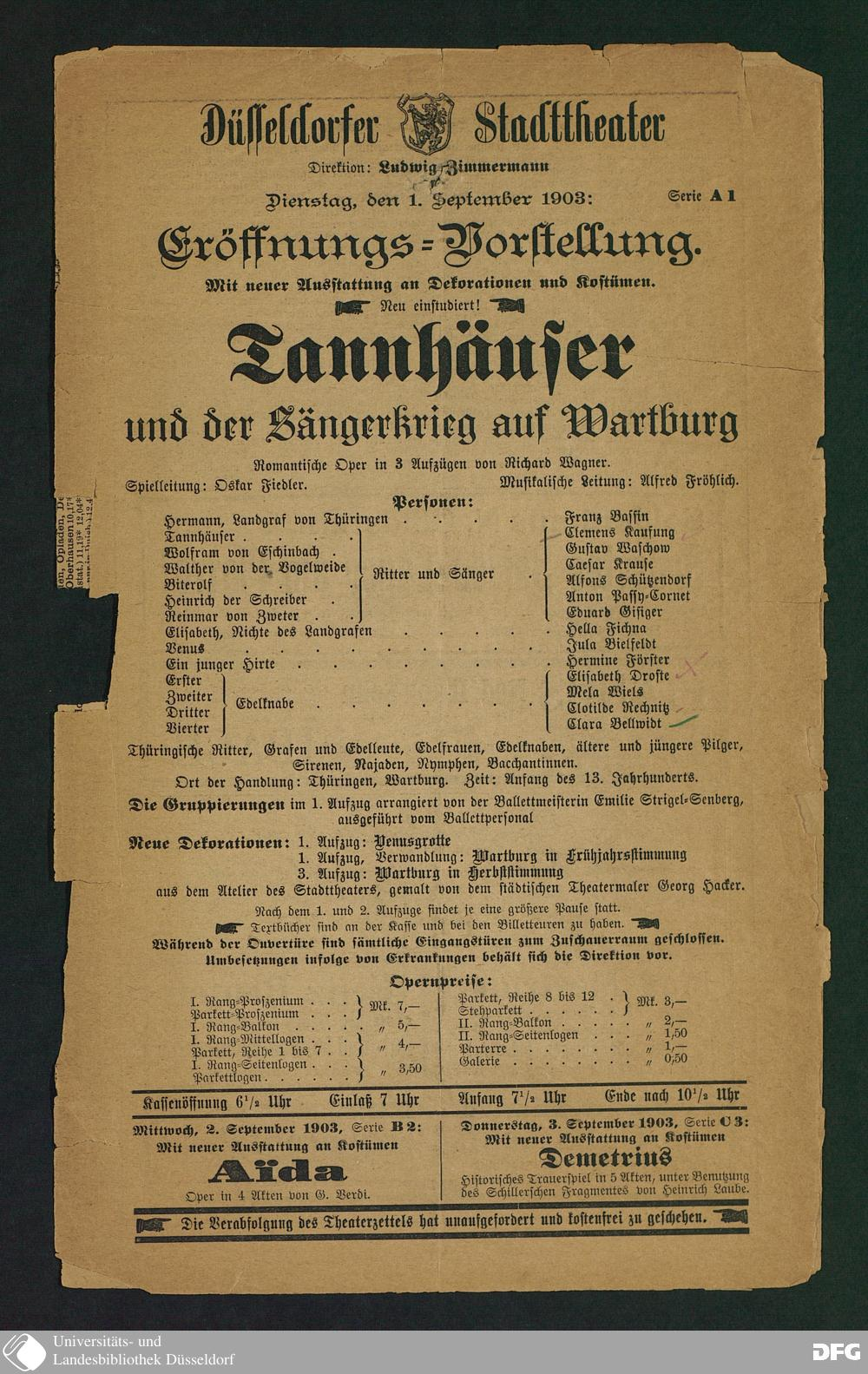
Theaterzettel des Schauspielhauses Düsseldorf von 1903: Kaufung als Tannhäuser

Clemens Kaufung (23. November 1867 in Engers am Rhein, Deutsches Reich – 21. Juni 1921 in Berlin, Weimarer Republik) war ein deutscher Opernsänger (Tenor), Gesangslehrer und Filmschauspieler.

## Leben
Clemens Kaufung ist der Sohn eines Kaufmann und wirkte zuerst einige Jahre als Elementarschullehrer in Köln, bis er sich 1890 entschloss, sich der Bühnentätigkeit zu widmen. Von 1890 bis 1893 ließ er sich bei Benno Stolzenberg und bei Wolfram Kundsohn in Köln ausbilden und debütierte 1893 am Stadttheater Lübeck als Max im Freischütz.
Von 1894 bis 1896 wirkte er am Stadttheater Essen, von 1896 bis 1901 am Opernhaus Köln, von 1901 bis 1902 in Leipzig, von 1902 bis 1904 am Opernhaus Düsseldorf, von 1904 bis 1907 am Deutschen Theater Prag, von 1907 bis 1911 am Theater Mülhausen im Elsass und von 1915 bis 1916 an der Deutschen Volksoper.

## Repertoire (Auswahl)
- Bizet: Carmen – Don José
- Donizetti: Lucia di Lammermoor – Edgardo
- Meyerbeer: Die Hugenotten – Raoul
- Verdi: Der Troubadour – Manrico
- Wagner: Lohengrin – Lohengrin
- Wagner: Die Meistersinger von Nürnberg – Walther von Stolzing
- Wagner: Tannhäuser – Tannhäuser
- Wagner: Siegfried – Siegfried
- Wagner: Götterdämmerung – Siegfried
- Weber: Der Freischütz – Max

## Filmografie
- 1918: Der Rattenfänger von Hameln
- 1918: Marineleutnant von Brinken. 1. Der Schuldschein des Pandola
- 1919: Pro domo, das Geheimnis einer Nacht
- 1920: Das Geheimnis des Fakirs
- 1920: Die einsame Insel
- 1921: Die Jungfrau von Kynast
- 1921: Die reine Sünderin

## Diskografie
- Odeon Record 311.173 / O-1044 (mx. xBe 1660) Im Feldquartier. Soldatenlied (Conrad Ramrath), Text von Julius Freund (als “Willi Best”), Clemens Kaufung, Tenor mit Orchesterbegleitung. Aufgenommen in Berlin 1916.[1]